# Compagnie nationale de Chine d'opéra de Pékin

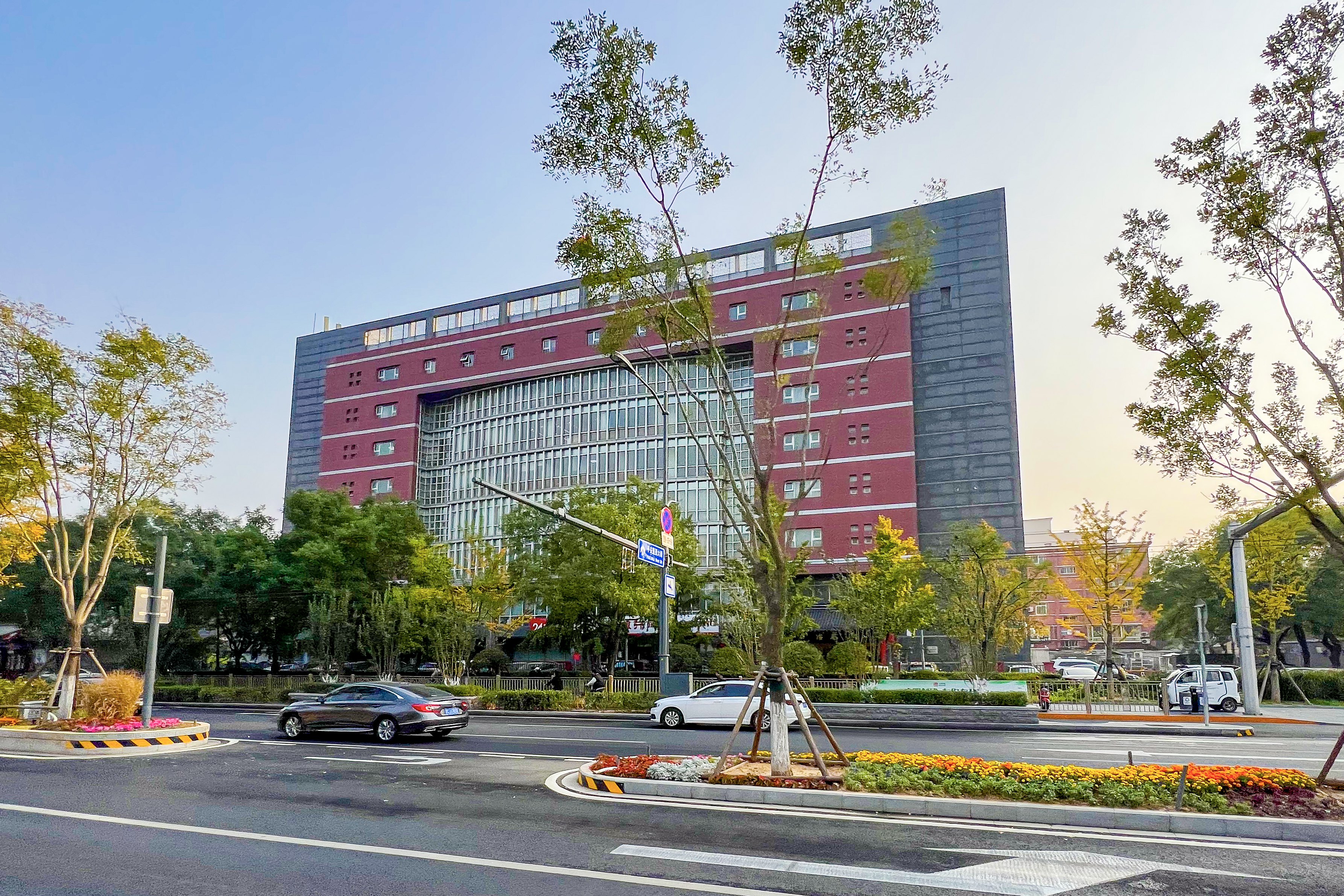
Facade de la Compagnie nationale de Chine d'opéra de Pékin

La Compagnie nationale de Chine d'opéra de Pékin (CNCOP; chinois : 中国国家京剧院), à l'origine nommée Théâtre national de Chine d'opéra de Pékin, est un des ensembles nationaux de performance artistique directement sous la supervision du ministre de la Culture de la république populaire de Chine. Situé à Pékin, il est fondé en janvier 1955 par l'artiste Mei Lanfang qui en devient le premier président,. Le président actuel est Sun Guanlin.

## Histoire
En tant que première organisation d'opéra de Pékin en Chine, la CNCOP comprend des artistes, musiciens, directeurs, compositeurs et scénographes célèbres. Elle compte dans son répertoire un grand nombre de pièces différentes dans tous les styles que compte l'opéra de Pékin. Pendant des décennies, elle a pu s'appuyer sur d'énormes ressources pour restaurer et préserver le répertoire classique, mais aussi pour créer de nouvelles pièces de grande qualité. La CNCOP comporte trois troupes. La première était précédemment dirigée par le vice-président de la compagnie, le réputé artiste laosheng Yu Kuizhi. Désormais, cette troupe est supervisée par Li Shengsu, les autres troupes l'étant par Li Haiyan et Zhang Jianguo. Les productions interprétées par ces troupes sont régulièrement diffusées sur CCTV-11, la chaîne nationale consacrée à l'opéra chinois.
Dans les cinquante dernières années, la CNCOP a produit plus de 500 pièces traditionnelles ou nouvelles, dans différents genres. Son répertoire inclut La Forêt du cochon sauvage, Les Trois attaques du village de Zhu, À la croisée des chemins, Légende du serpent blanc, La Bouche de la rivière Jiujiang, Sun An Dong Ben, Xie Yaohuan, Mu Guiying au commandement, Le Roi singe, Man Jiang Hong, La Lanterne rouge, Chuncao entre dans la Cour, Die Lian Hua, Cauchemare dans le Palais de Han, Envoyé royal sur un cheval léger, Turandot, La Rivière Lujiang, La Montagne Yi-shan et une de ses plus célèbres pièces, Femmes générales de la famille Yang.
La compagnie s'est rendu dans plus de 50 pays, tels que les États-Unis, le Japon, l'Allemagne, la France, l'Italie, la Hongrie, la Grèce, la Roumanie, la Grande-Bretagne, l'Australie et l'ancienne Union soviétique. Elle exécute des performances régulièrement au John F. Kennedy Center for the Performing Arts depuis plus de 25 ans et a été invitée à plusieurs reprises comme spectacle principal de leur programme,.